# Gousse
Pour les articles homonymes, voir Gousse (homonymie) et Légume.

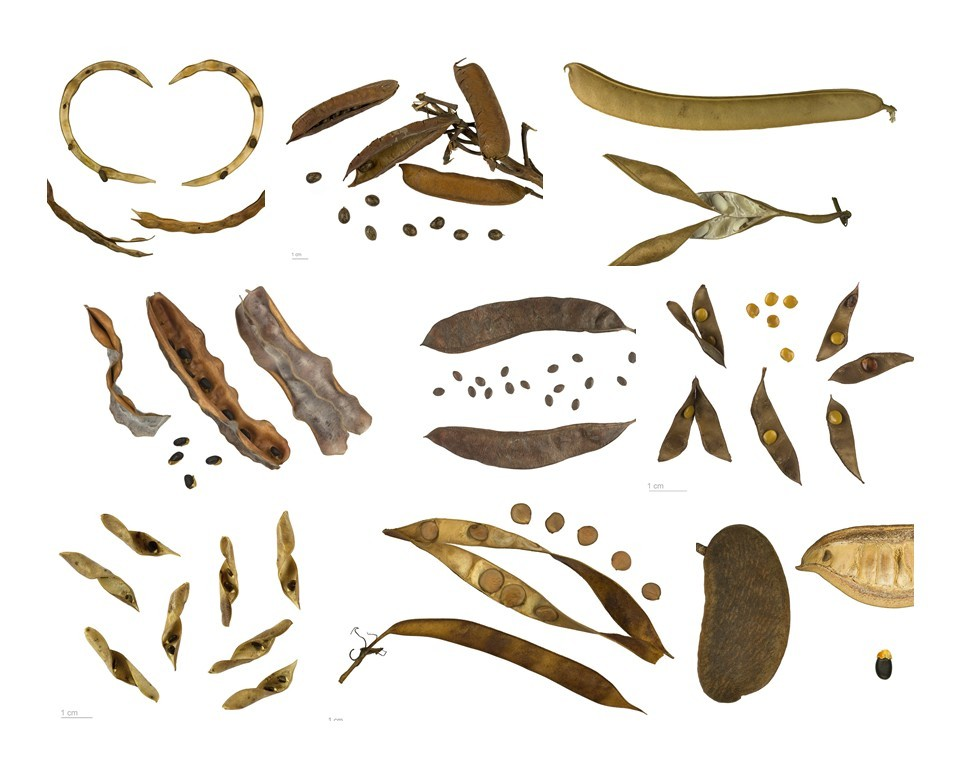
Différentes gousses de Fabacées

La gousse, surnommée par les premiers botanistes légume, est un fruit à péricarpe sec à double déhiscence (suturale et dorsale), les deux fentes isolant deux valves qui portent chacune une rangée de graines.
Ce fruit est caractéristique des plantes de la famille des Fabacées, souvent appelées aussi des légumineuses pour cette raison. Il se distingue du follicule, fruit sec à une fente de déhiscence.

## Caractéristiques
De même que le follicule, la gousse est dérivée d'un unique carpelle soudé, mais à sa différence, elle s'ouvre par deux fentes de déhiscence. Chacune des valves emporte une partie du placenta et porte la moitié des graines. Le fruit typique des Fabacées, la gousse, est multiséminé à déhiscence longitudinale, mais subit des modifications morphologiques.

## Variantes
Les gousses sont variées dans leurs formes et portent souvent des excroissances, comme des enroulements, des aiguillons, permettant leur dispersion par les animaux (zoochorie). Les luzernes produisent ainsi des gousses arquées ou enroulées en spirales, épineuses ou non. Le Baguenaudier donne des gousses vésiculeuses et enflées, d'où le nom vernaculaire d'arbre à vessies. Les fruits des Fabacées tropicales présentent une grande diversité : la gousse ailée du Dartrier ou la gousse samaroïde (fruit entouré d'une aile circulaire lui donnant l'aspect d'une samare) de Pterocarpus favorisent l'anémochorie. Le fruit de Xanthocercis madagascariensis est une gousse drupacée ellipsoïde.
La gousse peut perdre ses déhiscences : uniséminée, elle se divise alors en autant de segments qu'elle contient de graines, et chaque segment se comporte comme un akène (cas du sainfoin) ; multiséminée, elle devient resserrée, voire étranglée, les segments la faisant ressembler à un chapelet. On dit alors qu'elle est lomentacée. Dans les cas les plus primitifs, les graines sont libérées par pourriture du fruit (cas du Sophora). Au cours de l'évolution des Fabacées, la gousse acquiert une désarticulation secondaire en segments akénoïdes (cas de la Coronille, de l'Hippocrepis).
La gousse de l'arachide (Arachis hypogaea) et du trèfle souterrain (Trifolium subterraneum) présente la particularité de s'enterrer pour achever sa maturation : elle est dite hypogée.
Les graines sèches des « légumineuses à grosses graines » comestibles (pois, haricot, fève...) sont appelées légumes secs.

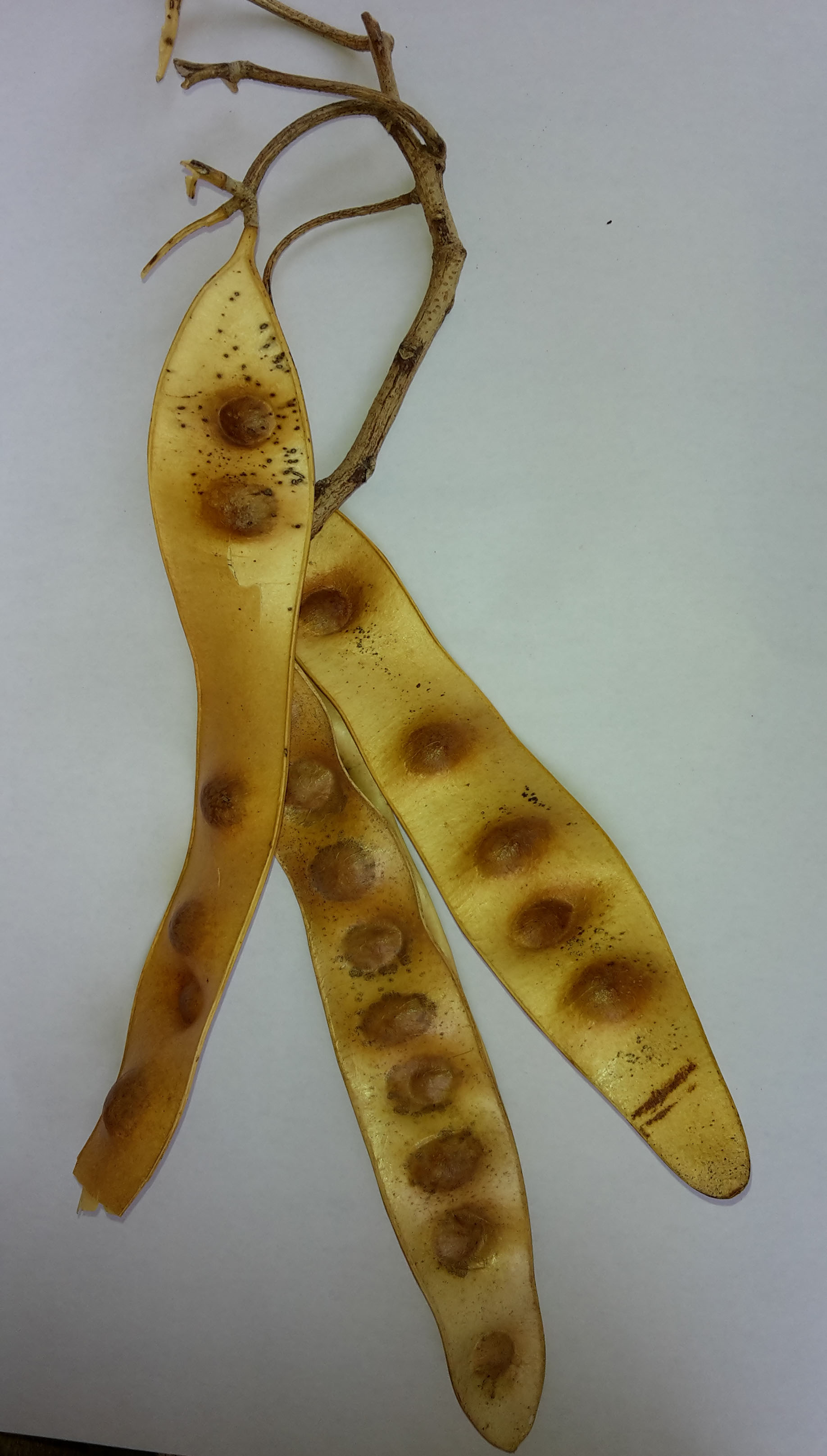
Gousses d'Albizia lebbeck (Langues de vieilles femmes)
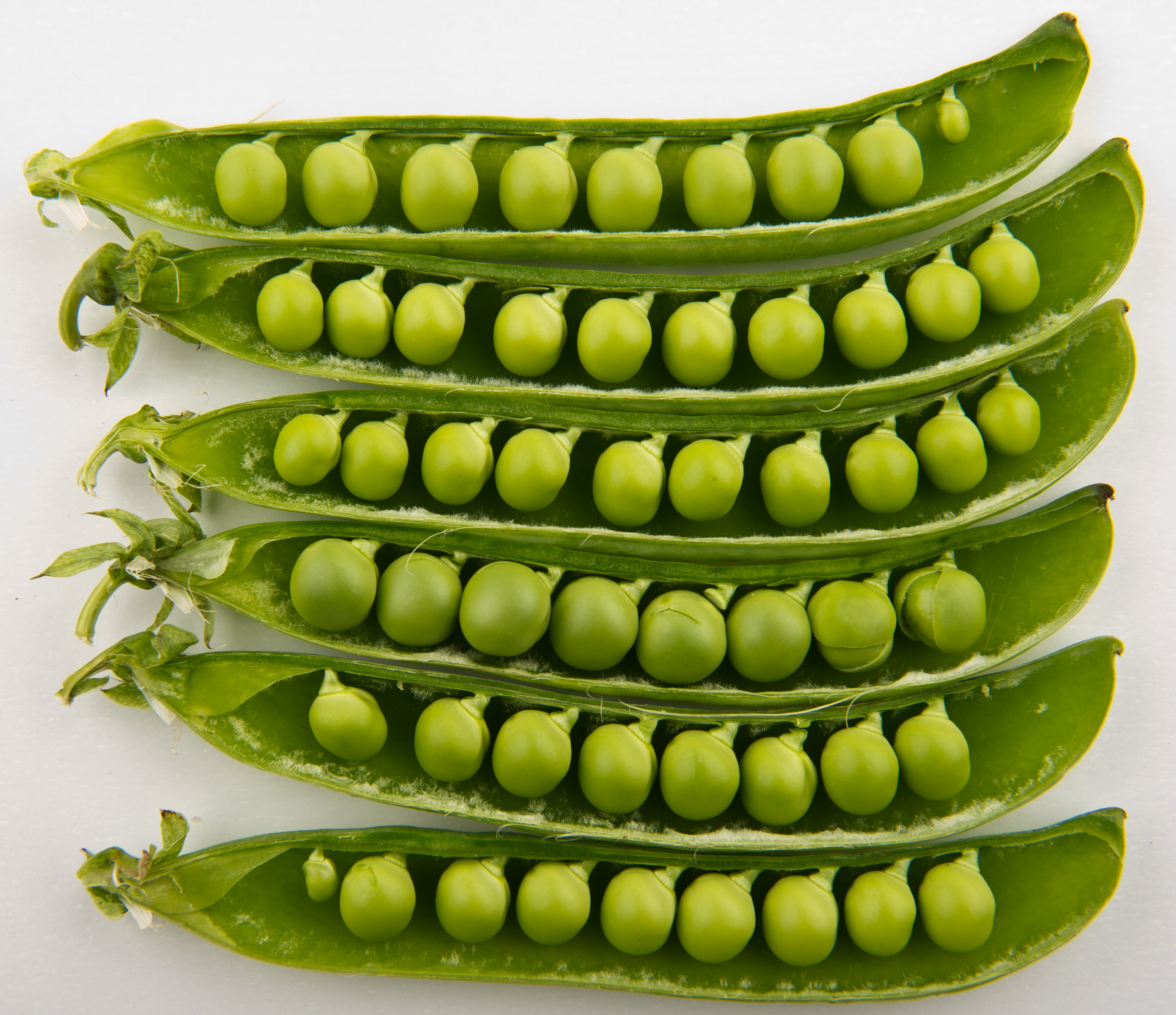
Coupes dans des gousses (ou cosses) de Pois cultivé
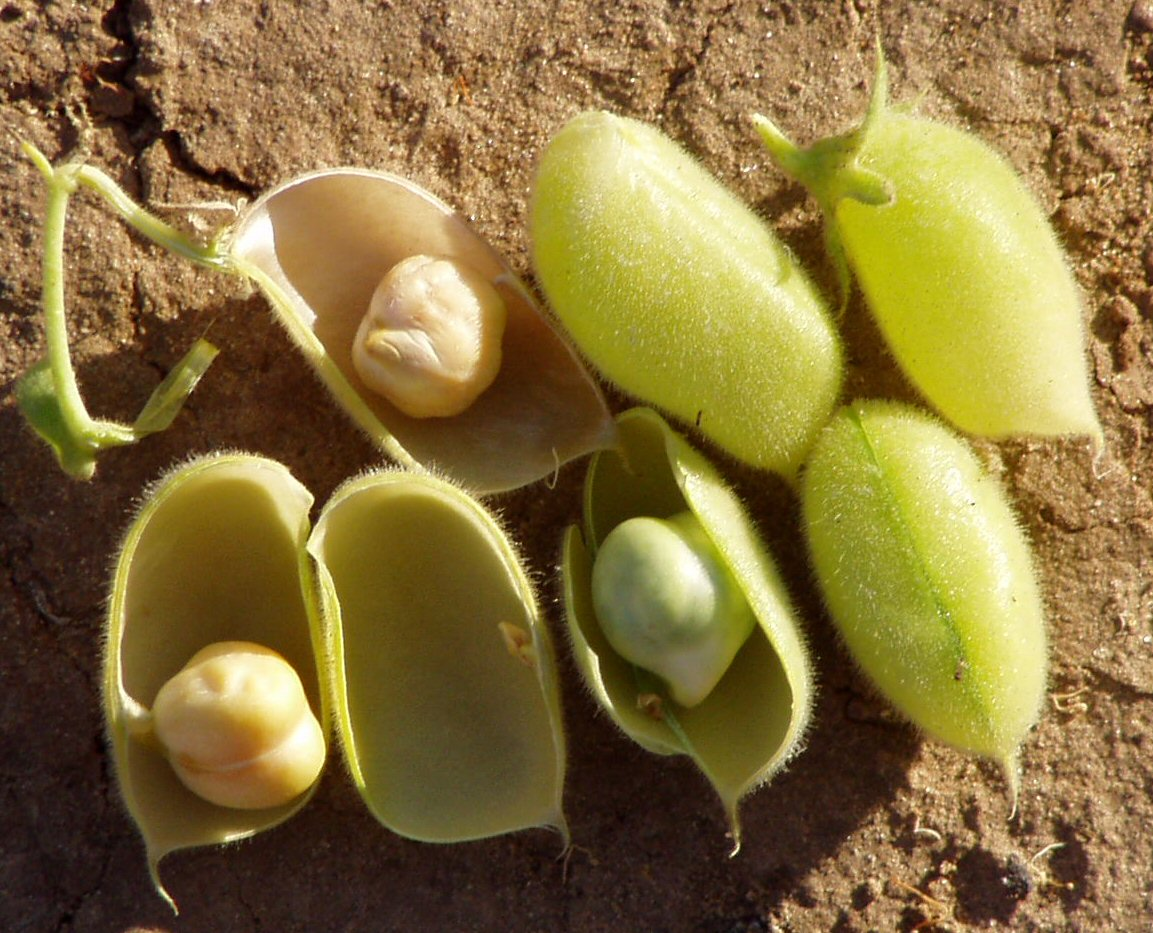
Gousses de Pois chiche à graine unique
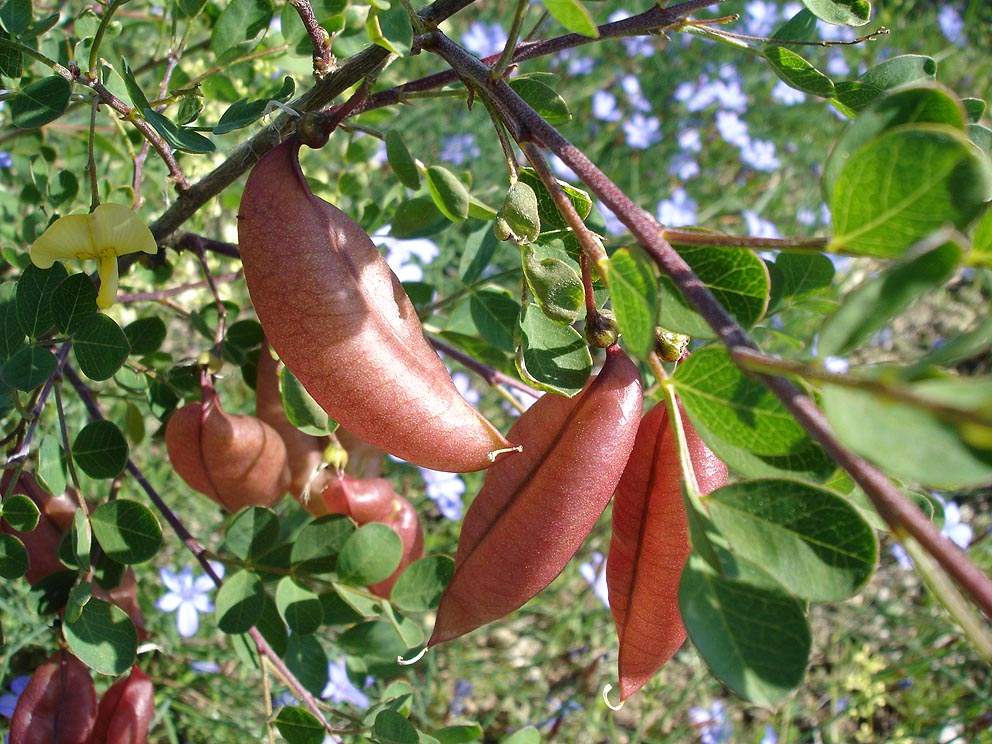
Gousses vésiculeuses du Baguenaudier
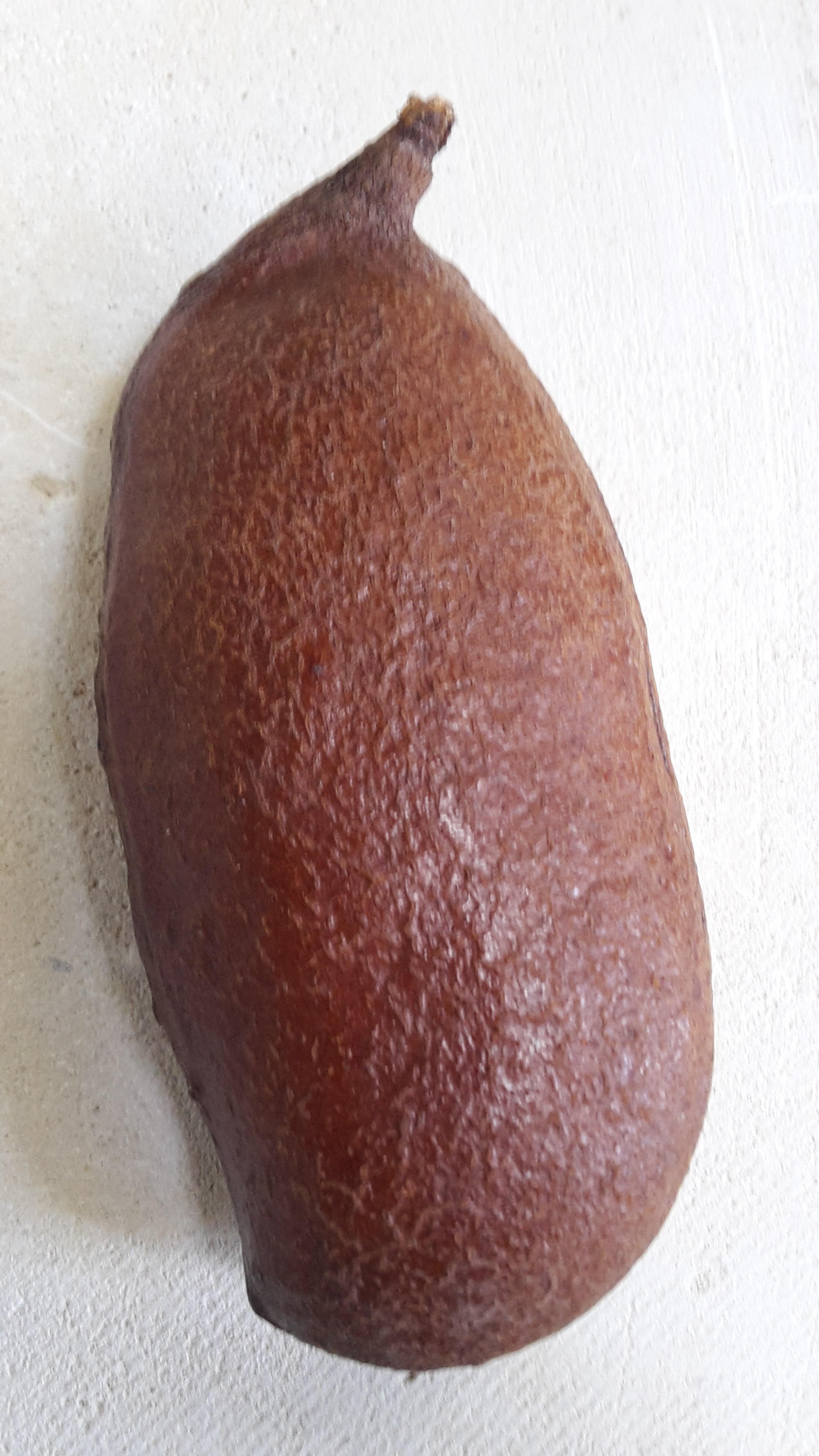
Grosse gousse dure de Courbaril ou Jatoba
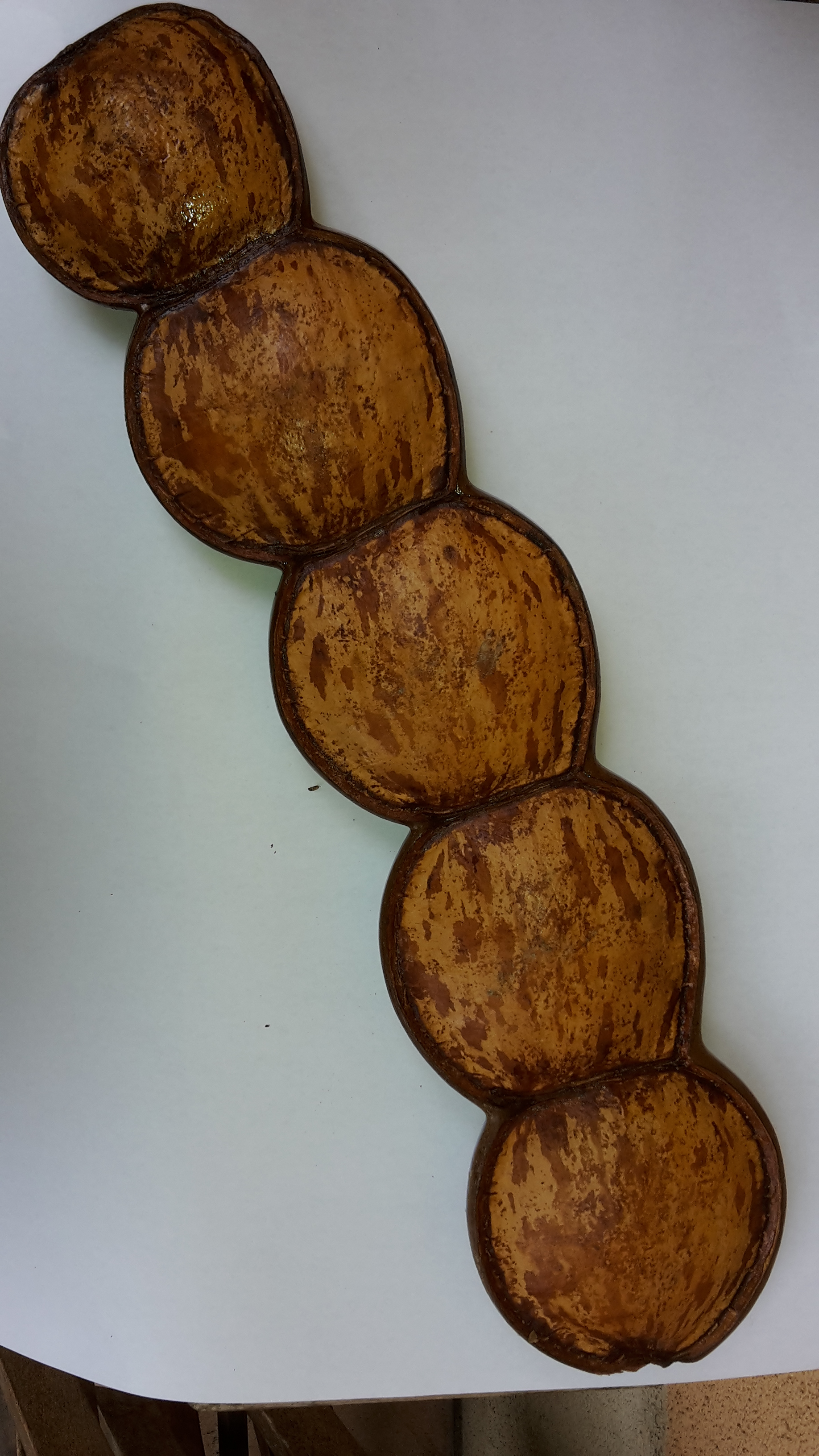
Gousse de haricot géant
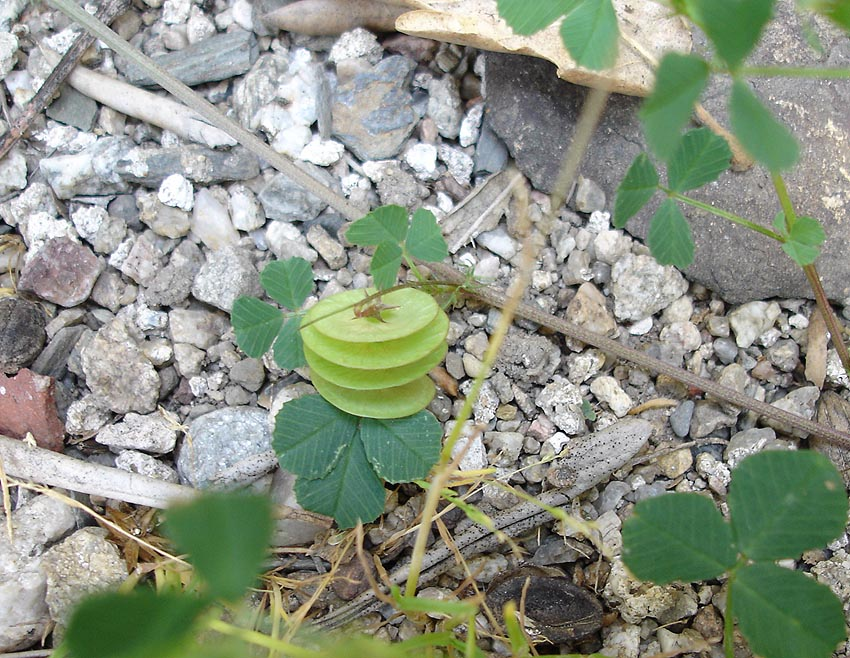
Gousse spiralée de la luzerne orbiculaire
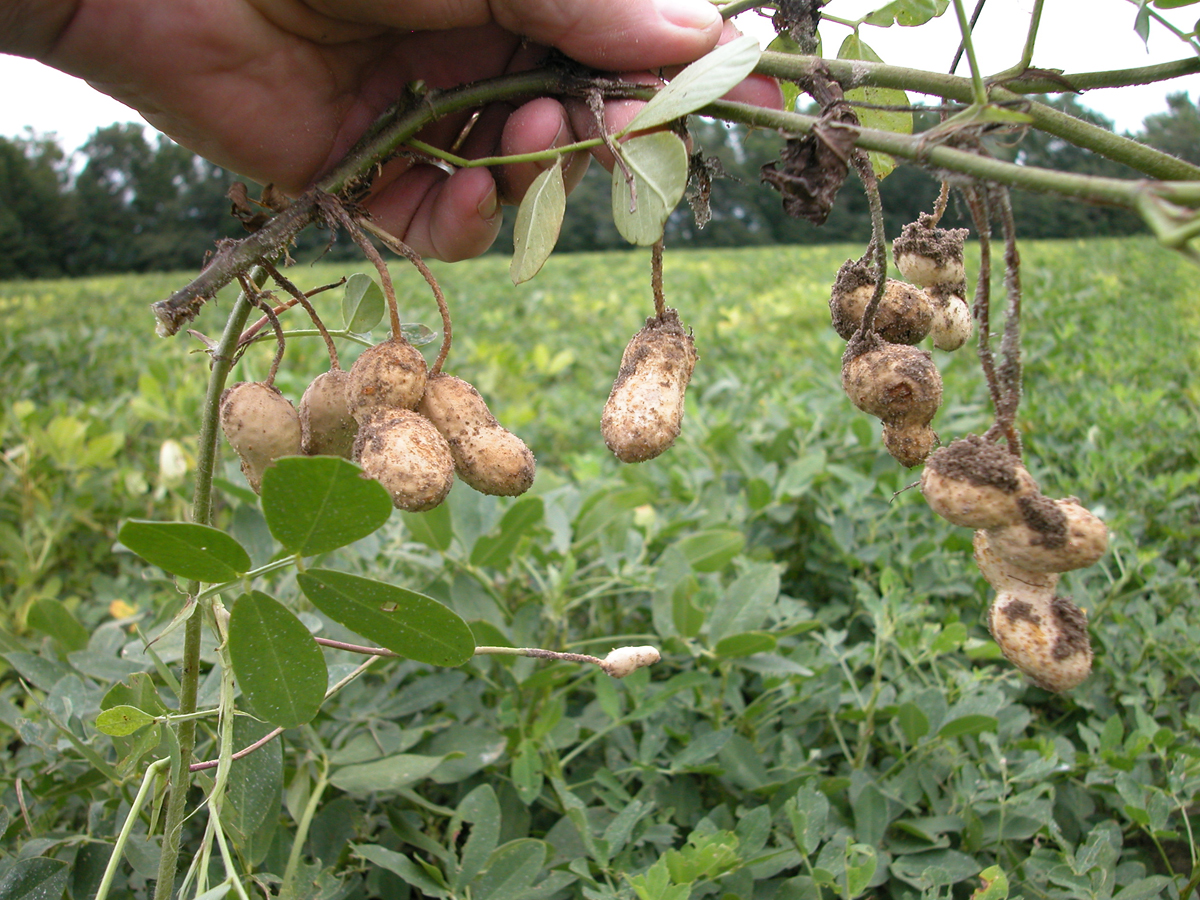
Gousses enterrées d'arachide
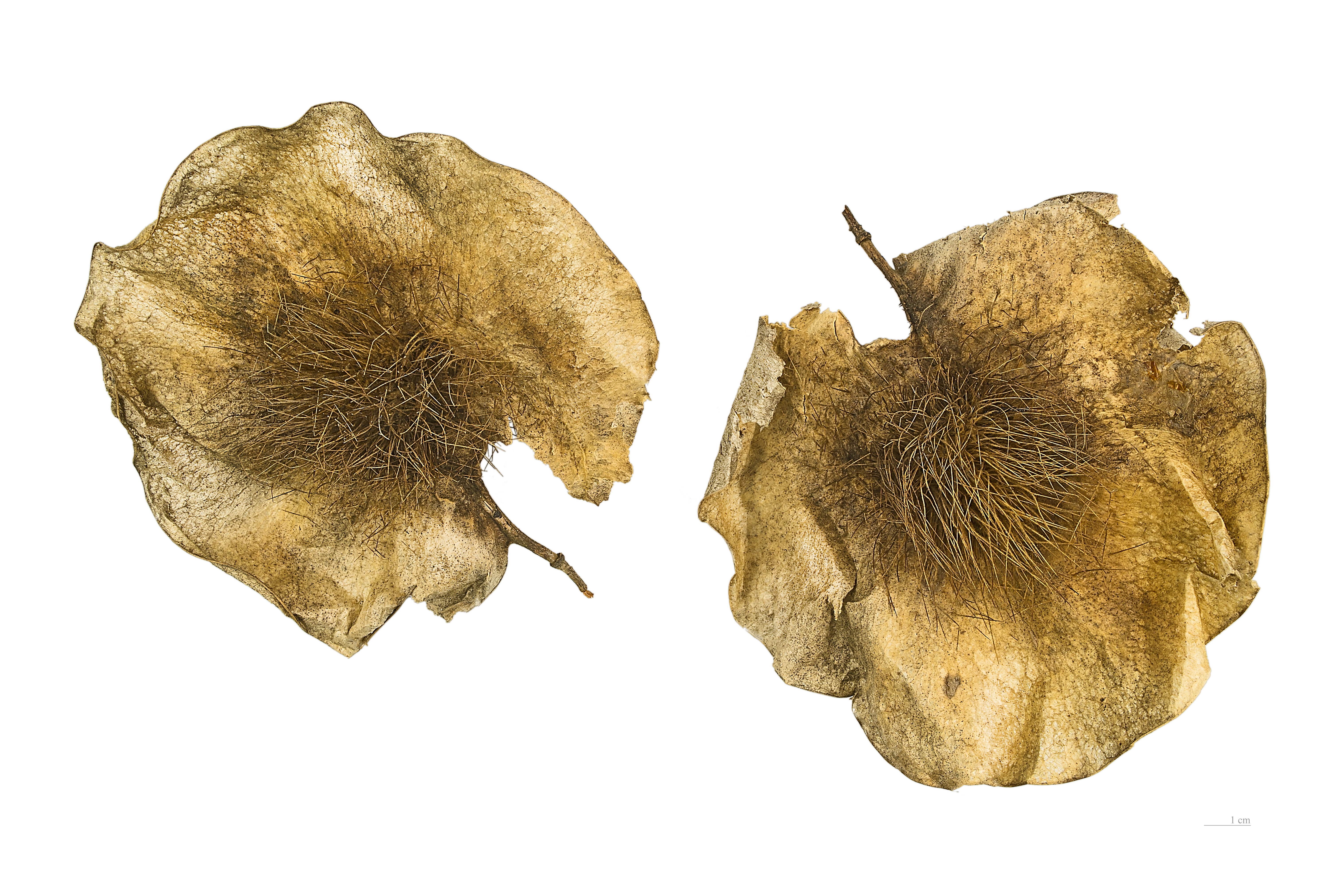
Gousse samaroïde de Pterocarpus angolensis
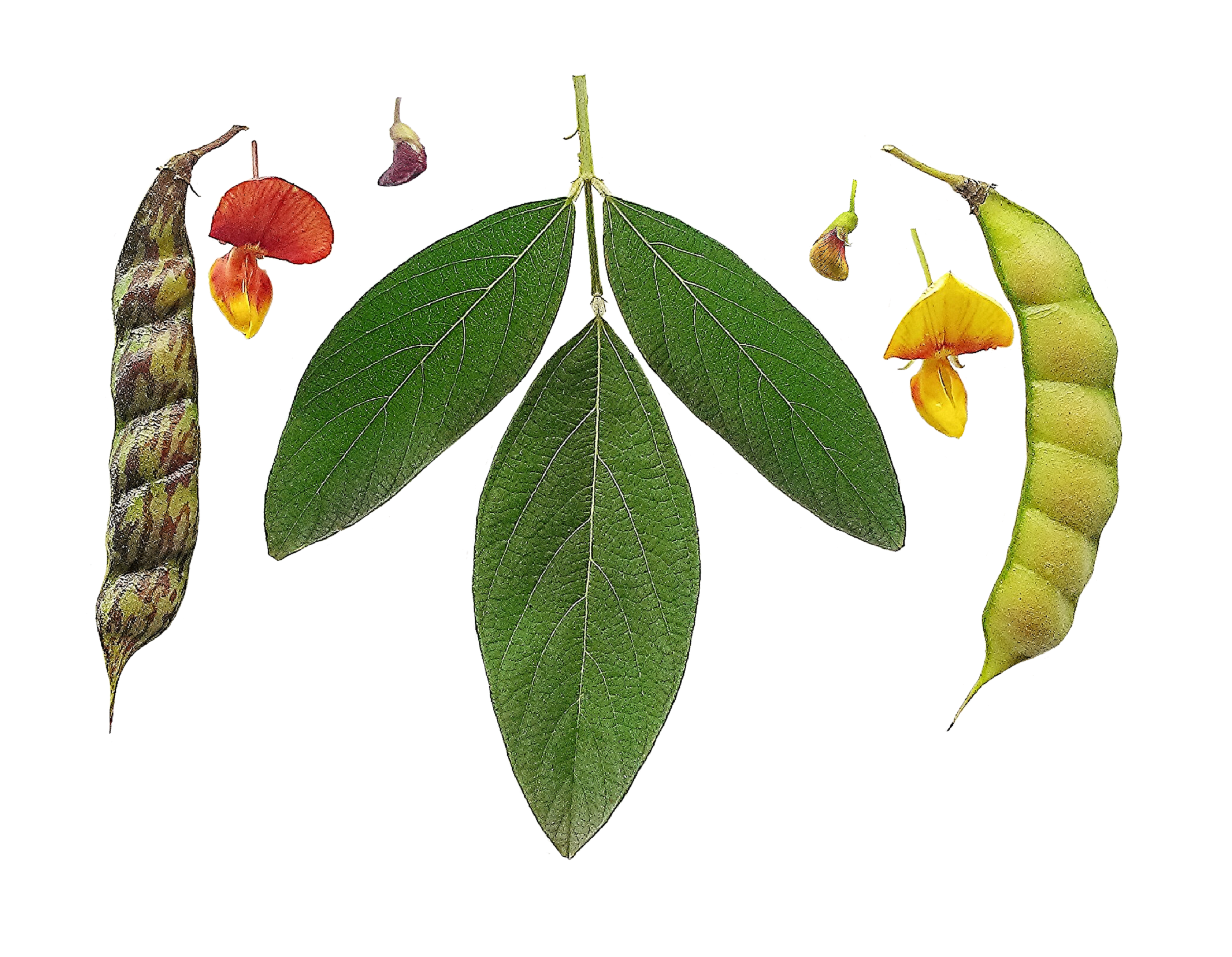
Gousses de Pois de bois
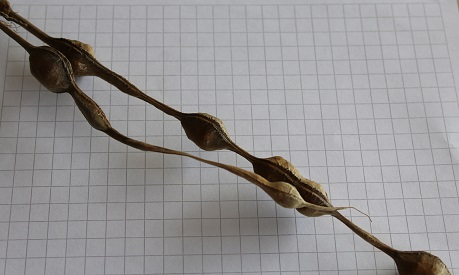
Gousses lomentacées de sophora
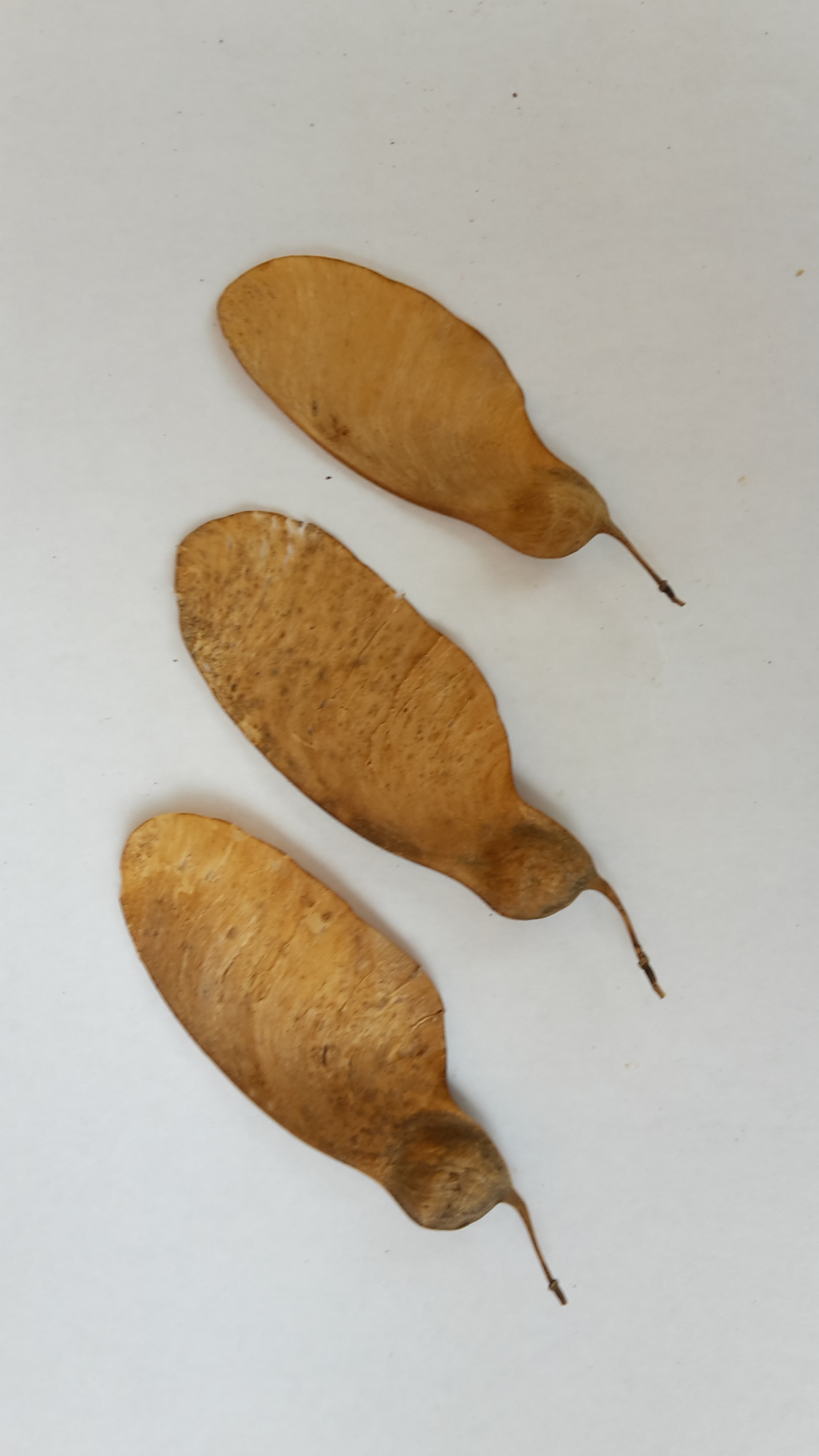
Gousse de Tipuana tipu en forme de samare.